# Maurizio Braccagni

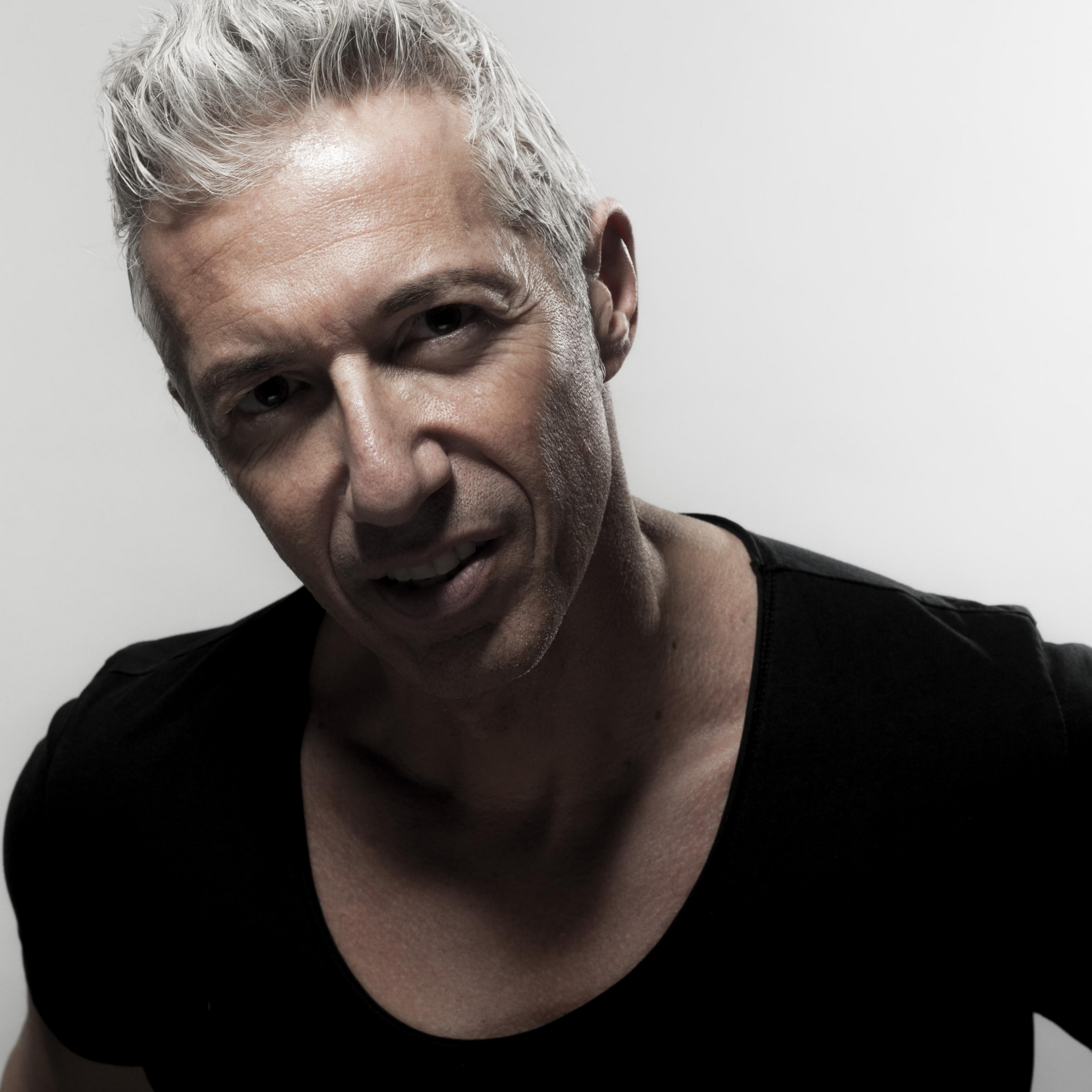

Maurizio Braccagni, noto anche con lo pseudonimo di DJ Lhasa o con il nome abbreviato Ma.Bra. (Milano, 26 novembre 1968), è un disc jockey e produttore discografico italiano.

## Carriera

### Carriera discografica
Ha cominciato la sua esperienza di disc jockey nel 1987, mentre la sua prima produzione risale al 1989. Per quasi quattro anni durante serate in discoteca, ha suonato musica techno, particolarmente da nord-Europa, uno stile che ha influenzato profondamente il suo senso artistico.
Inizia ufficialmente la sua carriera di produttore nel 1992, quando incide gli EP Groovy As A Beat e Yeah! usando il suo vero nome Maurizio Braccagni; con lo stesso nome farà uscire nel 1993 anche XTC Vol 1, XTC Vol 2, M.B. Side E.P. e The Hammer E.P., realizzati in collaborazione con Fabio Locati e Leroy.
Sempre nel 1993, con lo pseudonimo di Two Cowboys, ha raggiunto le classifiche europee di vendite con la canzone Everybody Gonfi Gon.
Nel 1997 assume lo pseudonimo di Brabra e si dedica alla produzione di musica trance progressive; nascono i gruppi R.A.I.L. con il brano Walk For Me ed Ekophase con Open Up Your Mind.
Nel 2000 inizia a produrre brani italodance, contaminando le sue produzioni con musica etnica come Sonic Tribe con il brano Progressive Indian (ispirato alle sonorità indiane), Teknoetnik con il brano Im Nin' Alù (ispirato ai canti ebraici), e Pandy J con il brano Bagpiper (ispirato alla musica celtica). Nel 2001 dà vita al gruppo Lilù realizzando il brano Little Girl; il brano viene remixato dagli Eiffel 65 e ottiene successo sulla scena dance italiana e del resto d'Europa. Nello stesso anno realizza il gruppo Labelle, realizzato in collaborazione con Morris Capaldi, autore del gruppo M.A.D.R.A.S., e nascono i singoli Ping Pong , Plastic Dog e Looking In Your Eyes.
Nel 2002 ha avviato il gruppo Dj Lhasa. Con questo pseudonimo, realizza all'inizio diverse cover dance di brani del passato, come Heaven Is A Place On Earth di Belinda Carlisle, Pinocchio, colonna sonora dell'omonimo film scritta da Karel Richard Sbodova, e soprattutto Giulia di Gianni Togni, cui seguì una collaborazione con Gabry Ponte di cui lui stesso fece il remix. Il pezzo raggiunse il primo posto in molte classifiche europee.
Nel 2006 con lo pseudonimo Ma.Bra. dà alla luce l'etichetta di registrazione MABRA Records. Con essa, produce nuove canzoni come "The Riddle", "Original Sin" ed "Everybody". Nello stesso anno, realizza la canzone "Cursed Destiny". A Novembre, è uscito il suo primo album EP sotto il gruppo Ma.Bra., mentre a fine anno produce "Action".
Nel 2007 vengono pubblicate "Al ritmo" e "Friends", insieme al remix di Iklip, "Turning for you". Nello stesso anno, con la Real Eagle Records produce "Dj play this song", in collaborazione con Bassrockerz e Marc Korn. In autunno viene realizzato il primo Ma.Bra. EP, che contiene 4 produzioni: ancora "Friends", "Al ritmo", "Tekno" e "We want to rock". A dicembre compare il Ma.Bra. Ep vol.2, contenente altre 4 produzioni: "Where we are", "Happy style", "The riddle" e "Action".
Nella primavera del 2008 la sua attività non si ferma, producendo "La musica del futuro", "Calabria", "Pullover", contenute nel Ma.Bra. Ep vol. 3 e seguite in estate dal Ma.Bra. Ep vol. 4, in cui c'è il remix di "Whenever wherever" e altre 3 canzoni: "One love", "Sad emotion" e "Dr. Frankenstein". Nell'ottobre dello stesso anno risale l'ultimo Ma.Bra. Ep, con "I wanna know", "Una nuova energia", "I won't forget you" e "Call on me".

### Carriera radiofonica
Una volta al mese, mixa alla radio m2o sotto il nome di DJ Lhasa, nella trasmissione Tribe On-Line, in onda ogni giovedì.

## Discografia

### Singoli

#### DJ Lhasa
- 2002 - Heaven Is a Place on Earth
- 2002 - Pinocchio
- 2003 - Giulia
- 2003 - Giulia (Gabry Ponte Remixes)
- 2003 - Together Forever
- 2004 - No Controles
- 2004 - No Controles (C.Y.T. Remixes)
- 2004 - Mysterious Times
- 2005 - Dancefloor E.P.
- 2006 - Super Tanz E.P.

#### Ma.Bra.
- 2007 - Cursed Destiny
- 2007 - Ma.Bra. E.P. Volume 1
- 2007 - Ma.Bra. E.P. Volume 2
- 2008 - Ma.Bra. E.P. Volume 3
- 2008 - Ma.Bra. E.P. Volume 4
- 2008 - Ma.Bra. E.P. Volume 5
- 2009 - Ma.Bra. E.P. Volume 6
- 2009 - Ma.Bra. E.P. Volume 7
- 2009 - Ma.Bra. E.P. Volume 8
- 2011 - Ma.Bra. E.P. Volume 9

### Album

#### DJ Lhasa
- 2005 - Teknologia

### Remix

#### DJ Lhasa
- 2003 - Ultrabeat - Pretty Green Eyes
- 2004 - Ultrabeat - Feelin' Fine
- 2004 - Deep.Spirit - Lonely
- 2004 - Ultrabeat - Better Than Life

#### Ma.Bra.
- 2007 - IKLIP - Turning For You

#### DJ-Set Live
- 2005 - Sash - Equador
- 2006 - Groove Coverage - Little June
- 2006 - (?) - Brothers
- 2006 - Groove Coverage - Last Unicorn
- 2006 - Gigi D'Agostino - Bla Bla Bla
- 2006 - Deep.Spirit - You Are Makin Me High
- 2006 - VooDoo & Serano - Overload
- 2006 - Foggy - In Your Eyes
- 2007 - 4 Strings - Take Me Away (Into The Night)
- 2007 - Gigi D'Agostino - L'Amour Toujours
- 2007 - Gabry Ponte - Geordie
- 2008 - Cliff Wedge - Touch Me
- 2009 - Danzel - Pump It Up

### Compilation mixate
- 1993 - Hits on Club Part II, New Music Rec.
- 1994 - 160 BPM!!, New Music Rec.
- 1994 - Gam Gam Compilation, Dancework Rec.
- 1994 - Round and Around, New Music Rec.
- 1994 - Hola Hola, EH DIG IT Rec.
- 1995 - Dance Planet, Virgin Rec.
- 1995 - Beach Party, New Music Rec.
- 1995 - Mix in Time 2, New Music Rec.
- 1995 - Mix in Time, New Music Rec.
- 1996 - Mix in Time 4, New Music Rec.
- 1996 - Mix in Time 3, New Music Rec.
- 1996 - Heaven Dance Vol. 1, Polygram Rec.
- 1996 - Mini Max 2, New Music Rec.
- 1996 - Mini Max Compilation, New Music Rec.
- 1997 - Mix in Time Summer, New Music Rec.
- 1997 - Mini Max Parade, New Music Rec.
- 1997 - Mix In Time '97, New Music Rec.
- 1997 - Mini Max 3, New Music Rec.
- 1998 - Mix In Time '98, New Music Rec.
- 1998 - Radio Italia Network '98, EMI Rec.
- 1999 - Dance All Stars Compilation, F.M.A. Rec.
- 1999 - Euphoria, F.M.A. Rec.
- 2000 - Only Girls Compilation, F.M.A. Rec.
- 2000 - Mp3 Compilation, F.M.A. Rec.
- 2000 - Only Girls The Compilation, F.M.A. Rec.
- 2000 - Estate All Stars Compilation, F.M.A. Rec.
- 2000 - Primavera Compilation, F.M.A. Rec.
- 2001 - Dance All Stars 2001, F.M.A. Rec.
- 2001 - Discoteque, NEW MUSIC Rec.
- 2002 - La Primavera Compilation, F.M.A. Rec.
- 2002 - Public Move Compilation, Universal Rec.
- 2003 - Mix In Time Compilation, New Music Rec.
- 2004 - DJ Voice HouseParty 2004, F.M.A. Rec.
- 2005 - DJ Voice Tech-House Party Vol. 11, F.M.A. Rec.
- 2005 - DJ Voice Tech-House Party Vol. 10, F.M.A. Rec.
- 2005 - DJ Voice Tech-House Party Vol. 9, F.M.A. Rec.
- 2005 - DJ Voice Tech-House Party Vol. 8, F.M.A. Rec.
- 2005 - DJ Voice Tech-House Party Vol. 7, F.M.A. Rec.
- 2005 - DJ Voice Tech-House Party Vol. 6, F.M.A. Rec.
- 2005 - DJ Voice Tech-House Party Vol. 5, F.M.A. Rec.
- 2005 - DJ Voice Elektroparty Vol. 4, F.M.A. Rec.
- 2005 - DJ Voice HouseParty Vol. 3, F.M.A. Rec.
- 2005 - DJ Voice HouseParty Vol. 2, F.M.A. Rec.
- 2006 - DJ Voice Vol.5, F.M.A. Rec.
- 2006 - Here DJ Vol.4, F.M.A. Rec.
- 2006 - DJ Voice Vol.4, F.M.A. Rec.
- 2006 - Here DJ Vol.3, F.M.A. Rec.
- 2006 - DJ Voice Vol.3, F.M.A. Rec.
- 2006 - Here DJ Vol.2, F.M.A. Rec.
- 2006 - DJ Voice Vol.2, F.M.A. Rec.
- 2006 - Here DJ Vol.1, F.M.A. Rec.
- 2006 - DJ Voice Vol.1, F.M.A. Rec.
- 2006 - DJ Voice Tech-House Party Vol. 4, F.M.A. Rec.
- 2006 - DJ Voice Tech-House Party Vol. 3, F.M.A. Rec.
- 2006 - DJ Voice Tech-House Party Vol. 2, F.M.A. Rec.
- 2006 - DJ Voice Tech-House Party Vol. 1, F.M.A. Rec.
- 2007 - Here DJ Vol.6, F.M.A. Rec.
- 2007 - Here DJ Vol.5, F.M.A. Rec.
- 2007 - DJ Voice The Annual 2007, F.M.A. Rec.
- 2007 - Here DJ Vol.4, F.M.A. Rec.
- 2007 - DJ Voice Vol.6, F.M.A. Rec.
- 2007 - Here DJ Vol.3, F.M.A. Rec.
- 2007 - DJ Voice Vol.5, F.M.A. Rec.
- 2007 - DJ Voice Vol.4, F.M.A. Rec.
- 2007 - DJ Voice Vol.3, F.M.A. Rec.
- 2007 - Here DJ Vol.2, F.M.A. Rec.
- 2007 - DJ Voice Vol.2, F.M.A. Rec.
- 2007 - Here DJ Vol.1, F.M.A. Rec.
- 2007 - DJ Voice Vol.1, F.M.A. Rec.
- 2008 - DJ Voice Volume 4, F.M.A. Records
- 2008 - Play DJ Vol.1, F.M.A. Records
- 2008 - DJ Voice Vol.3, F.M.A. Records
- 2008 - Here DJ Vol.2, F.M.A. Rec.
- 2008 - DJ Voice VOL.2, F.M.A. Rec.
- 2008 - Here DJ Vol.1, F.M.A. Rec.
- 2008 - DJ Voice Vol.1, F.M.A. Rec.

## Nomi di altri gruppi sotto i quali si cela Maurizio Braccagni
Ma.Bra. (2006 - in atto) · DJ Lhasa (2002 - 2006) · Buzzer (2010 - in atto) · Klubnoize (2006 - in atto) · Spanic Boy (2007 - in atto) · Rave Sonance (2007 - in atto) · Speed Inc. (2007) · Public Move · Brabra · Labelle (2000 - 2002) · Lowback · Le Clique · Lilu · Star Noize · Jumpy · L@ra · Teknoetnik · Sonic Tribe · D.D. · Modhit · Labwork · Fuerza Reactiva · Cut 20 · Percussion Jam · Mama · Planet Beat · Secret Pusher · Tandem · Positive Power · Sligo · Norman J Quantize · Sonic Wag · N.1 · Two Adhesive · N.O.T.O. · The Square · Deet Log · Veronique · Cremlins · 200 M · Pop World · Syx · Jahdea · Zippy Boy · R.A.I.L. · MBRG · Hybrid Arts · Ekophase · K-Box · Authomatic System · The Solution · Carrie Jackson · Kuantize · T.O.T.E.M. · F16 · Dabol · Bella Vita · Don't Y Girl · Miquel 'O' · DJ Chico · Nasen · Split 909 · Tempo · Tigra · Dreamland · Red Wine EP · Backfire · Cyber · Krema · Anthera · Karina · Dynamic Base · D-Juno · Nashwa · Charlotte · Jog · X-Fade · Mulhose · Flags 1 & 2 · Emotion · Dhama · Matrix 94 · Free And Happy · Autoload · Black House · Two Cowboys · Genius Force · The Beat Runners · Mister B. · Xtc 1 & 2 · M.B. Side · Techno Machine · Fox-X · Immaginazione 2 · M.B. Project · DJ System · Grandlazy